# Eingabegerät
Als Eingabegeräte werden alle Geräte bezeichnet, über die einem Computer Informationen zugeführt werden können, sodass Interaktion mit den Computerprogrammen möglich ist. Eingabegeräte, die speziell für Computer- oder Konsolenspiele Verwendung finden, werden häufig als Spielecontroller (engl. game controller) bezeichnet. Einige Eingabegeräte werden auch Human Interface Device (HID) genannt. Spezielle Eingabegeräte kommen in professionellen Emulationsszenarien zum Einsatz, zum Beispiel in zu Ausbildungszwecken konstruierten Simulatoren, in Tonstudios oder an Schnittplätzen. Hierbei werden die spezifischen Bedienelemente realitätsnah nachgebildet, dienen jedoch lediglich zur Parametereingabe für eine Software.
In der Informationstechnik wurde ein logisches Gerät als Console definiert, über das die Datenströme in die verarbeitenden Prozesse eingelesen wurden. Die Console erhält die Daten von dem Eingabegerät.
Das Gegenstück zu den Eingabegeräten sind Ausgabegeräte, die die Ergebnisse einer Operation oder eines Programms der Außenwelt zugänglich machen.

## Geschichte
Die technischen Geräte zur Eingabe haben sich im Laufe der Zeit verändert. In der Anfangszeit wurden mittels Schaltern Eingangssignale erzeugt, später über Relais Schaltungen vorgenommen, die Signale erzeugten. Die Lochkarte war lange Zeit das klassische Eingabemedium der sich entwickelnden Datenverarbeitung. Das Lochkartenlesegerät ist das Eingabegerät für dieses Medium. Ein weiteres Medium dieser Zeit ist der Lochstreifen. Um Lochstreifen zu erzeugen, wurden auf einer Tastatur die Informationen getippt, während ein Lochstreifenstanzgerät den Streifen erzeugte. Dieser wurde mittels eines Lochstreifenlesegerätes eingelesen. Erst im nächsten Schritt wurde die Tastatur an das Datenverarbeitungsgerät mittelbar oder unmittelbar angeschlossen. Damit wurde die Tastatur zum klassischen Eingabegerät.

## Beispiele

### Grafiktablett
Ein Grafiktablett ist ein Eingabegerät speziell zum Zeichnen am Bildschirm, das aus einer Unterlage (dem Tablett selbst) und einem Zeigegerät – meist einem Eingabestift (Stylus) oder einer Maus mit Fadenkreuz (Puck) – besteht. Die Funktionalität ähnelt der einer Maus, ist jedoch auf das Verhalten eines klassischen Zeichenwerkzeuges abgestimmt und verfügt daher über weitergehende Möglichkeiten wie beispielsweise Druck- oder Neigungsempfindlichkeit. Außerdem wird nicht die relative Bewegung des Zeigegerätes erkannt, sondern die exakte Position auf dem Tablett, wodurch das punktgenaue Nachzeichnen einer Vorlage möglich wird.

## Galerie

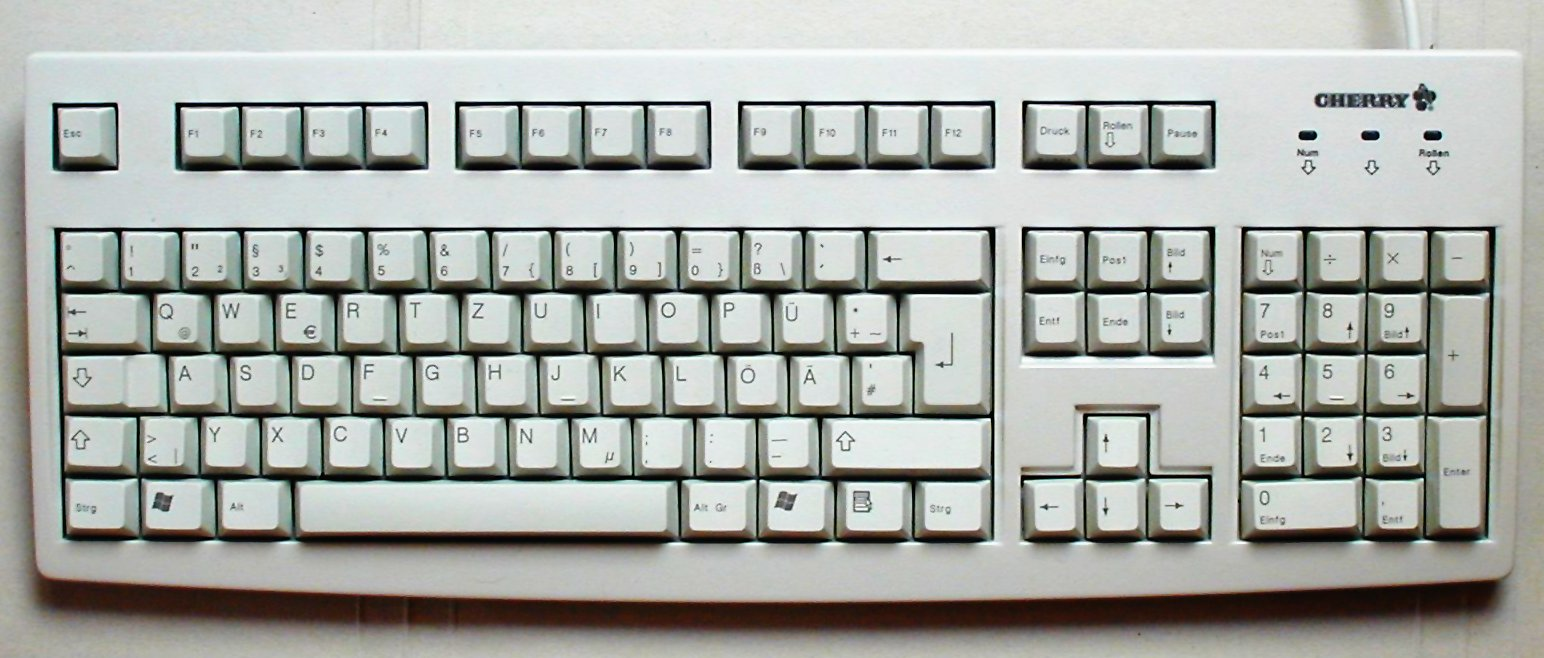
Eine Cherry-Tastatur mit deutschem QWERTZ-Layout.
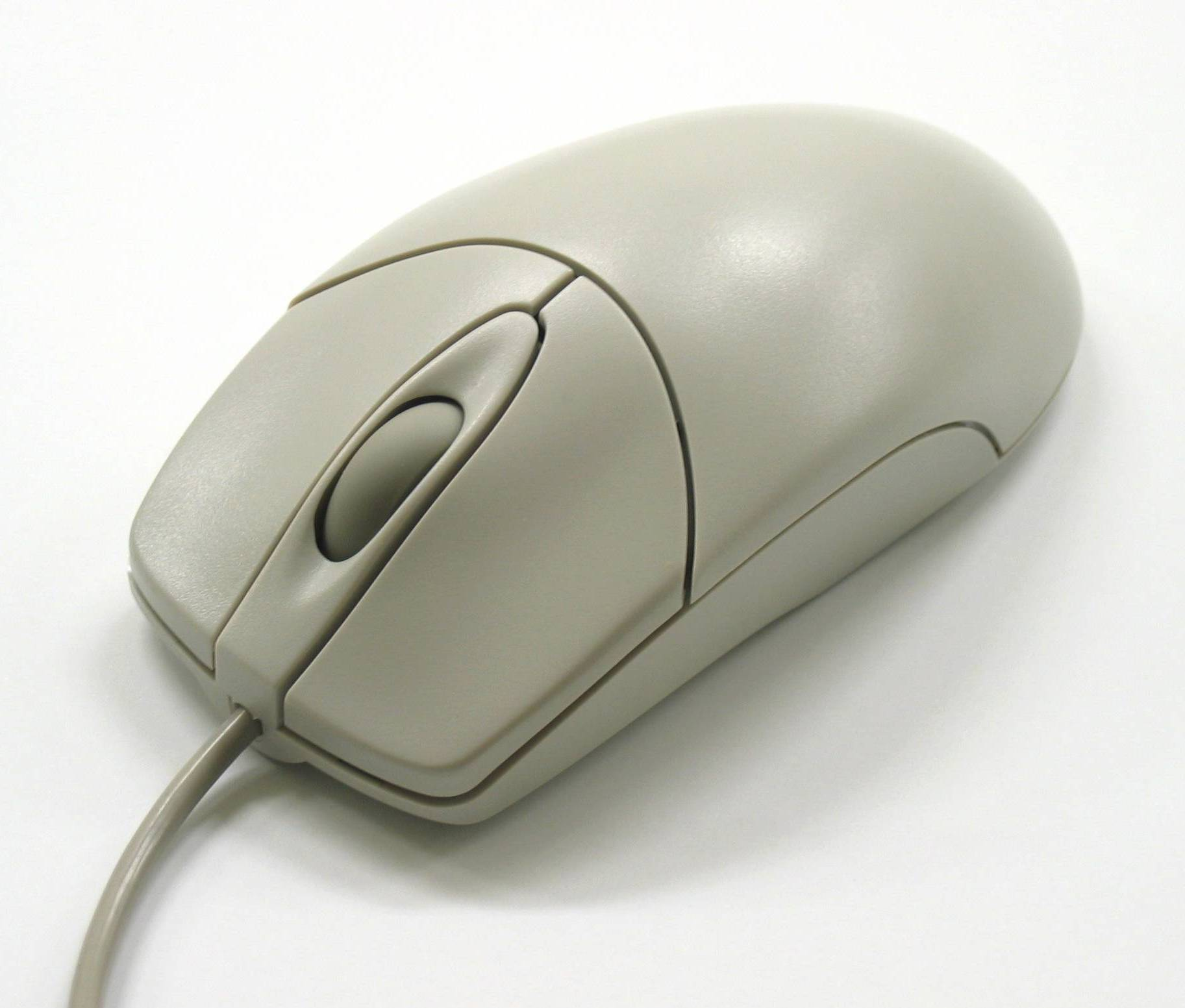
Computermaus
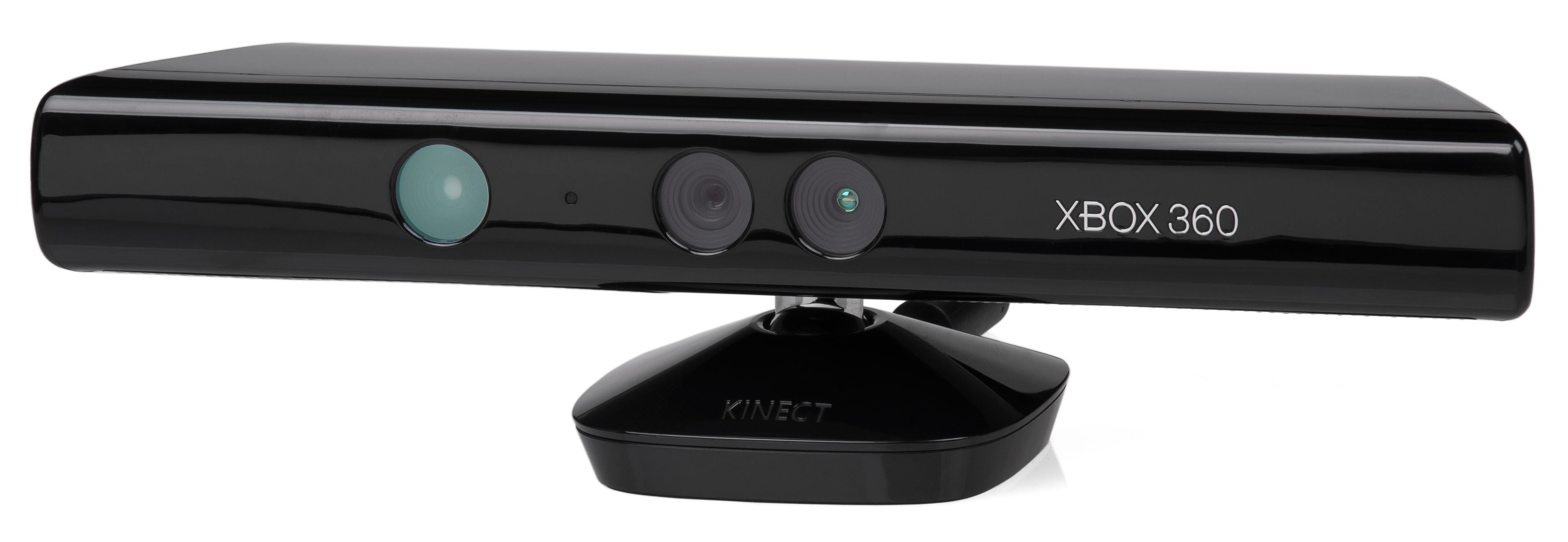
Kinect-Sensor zur Erfassung der Bewegung mittels optischer Sensoren
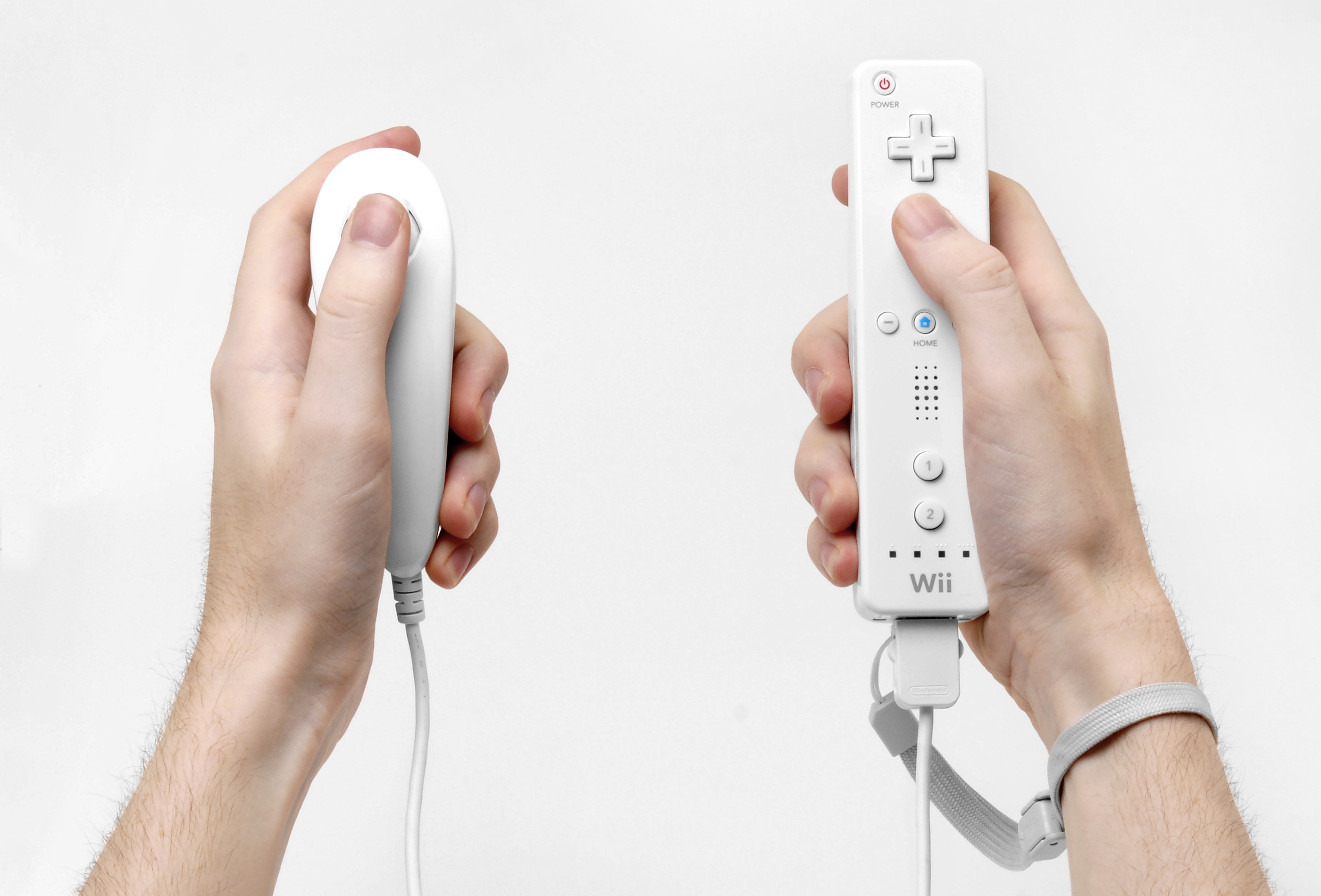
Wii-Fernbedienung, die die Bewegung mittels Beschleunigungssensoren erfasst und mit Hilfe der Sensorleiste die Position übermittelt
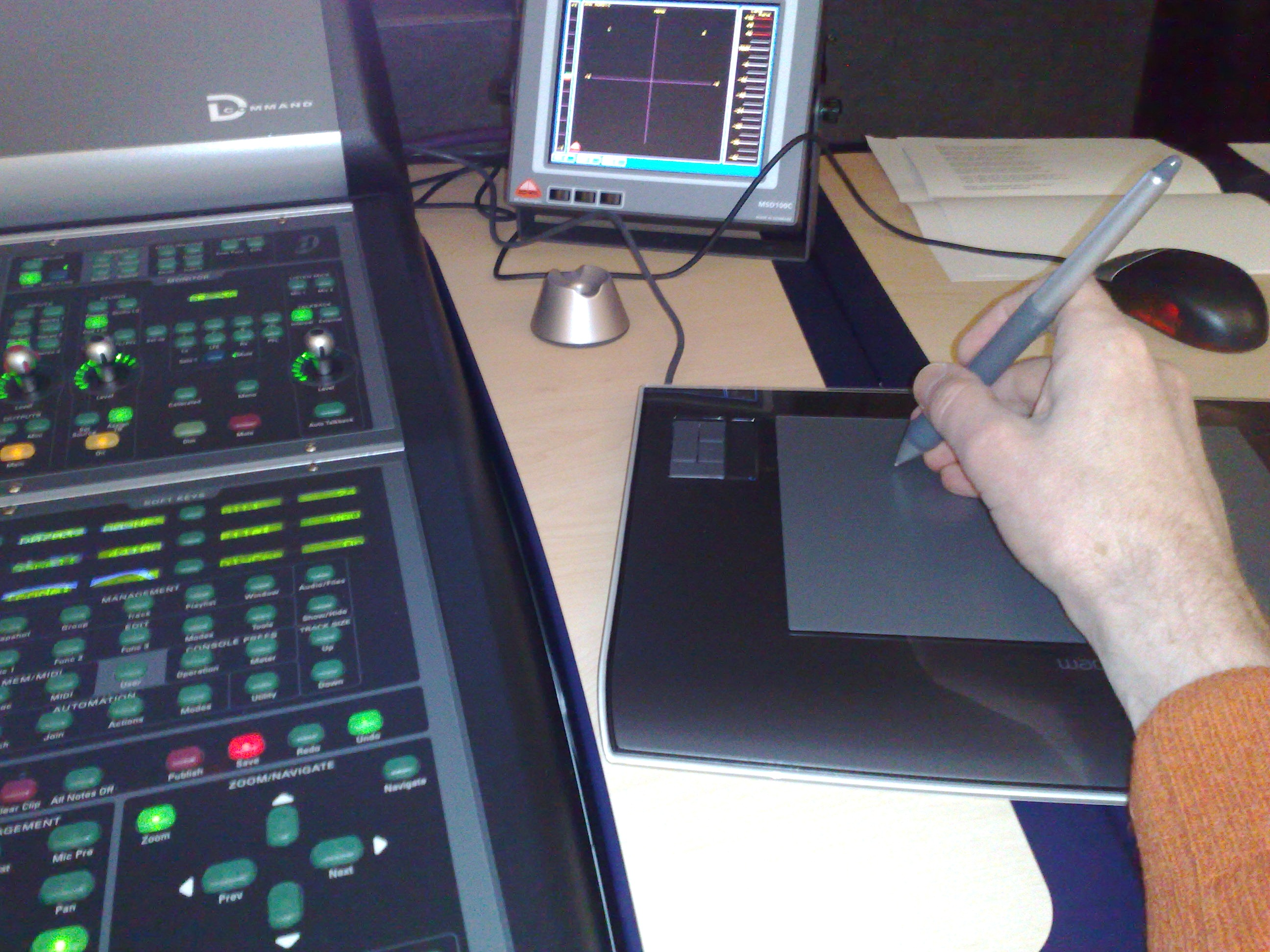
Grafiktablett im Einsatz
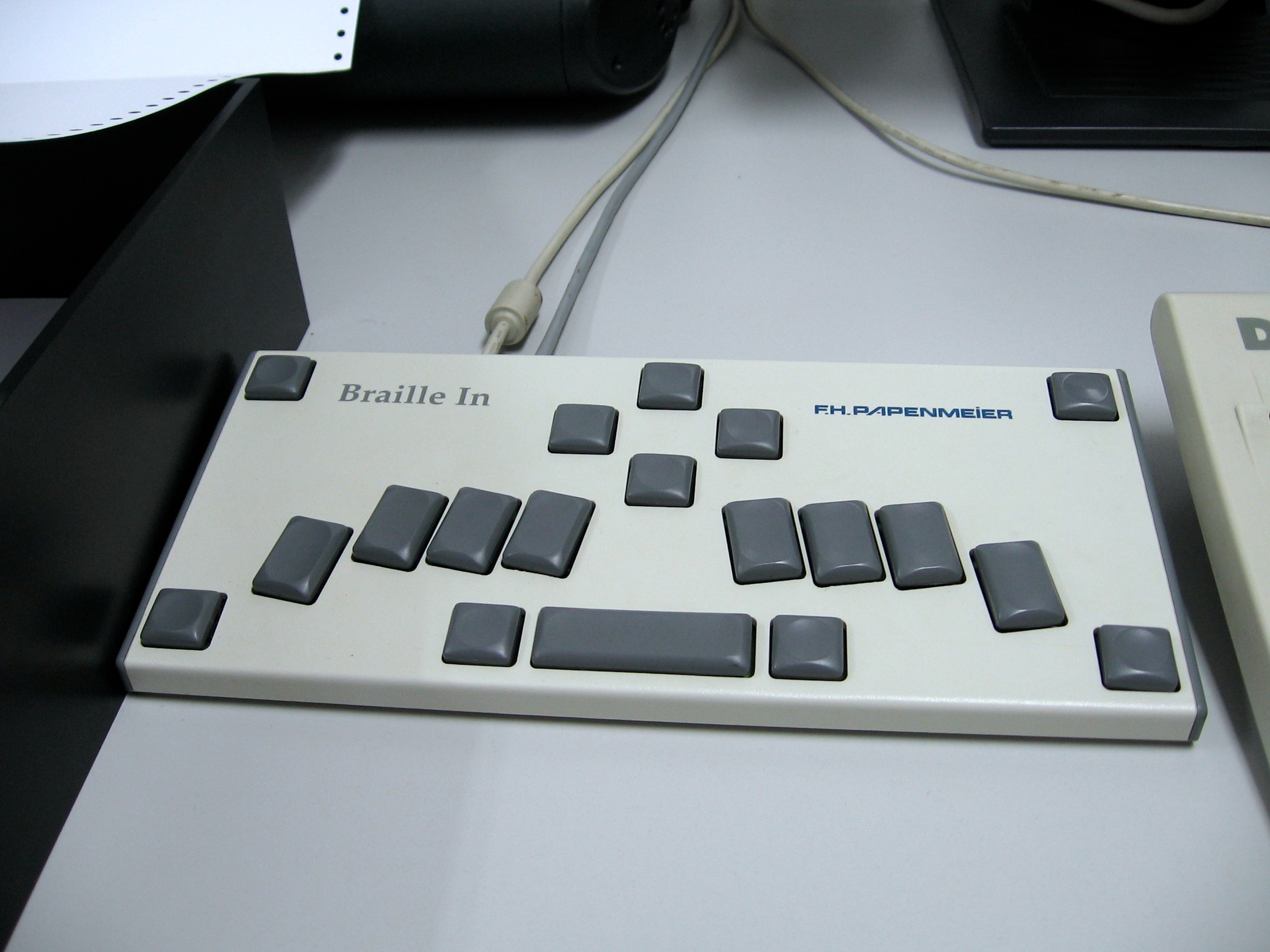
Akkordtastatur zur Eingabe von Braille-Zeichen
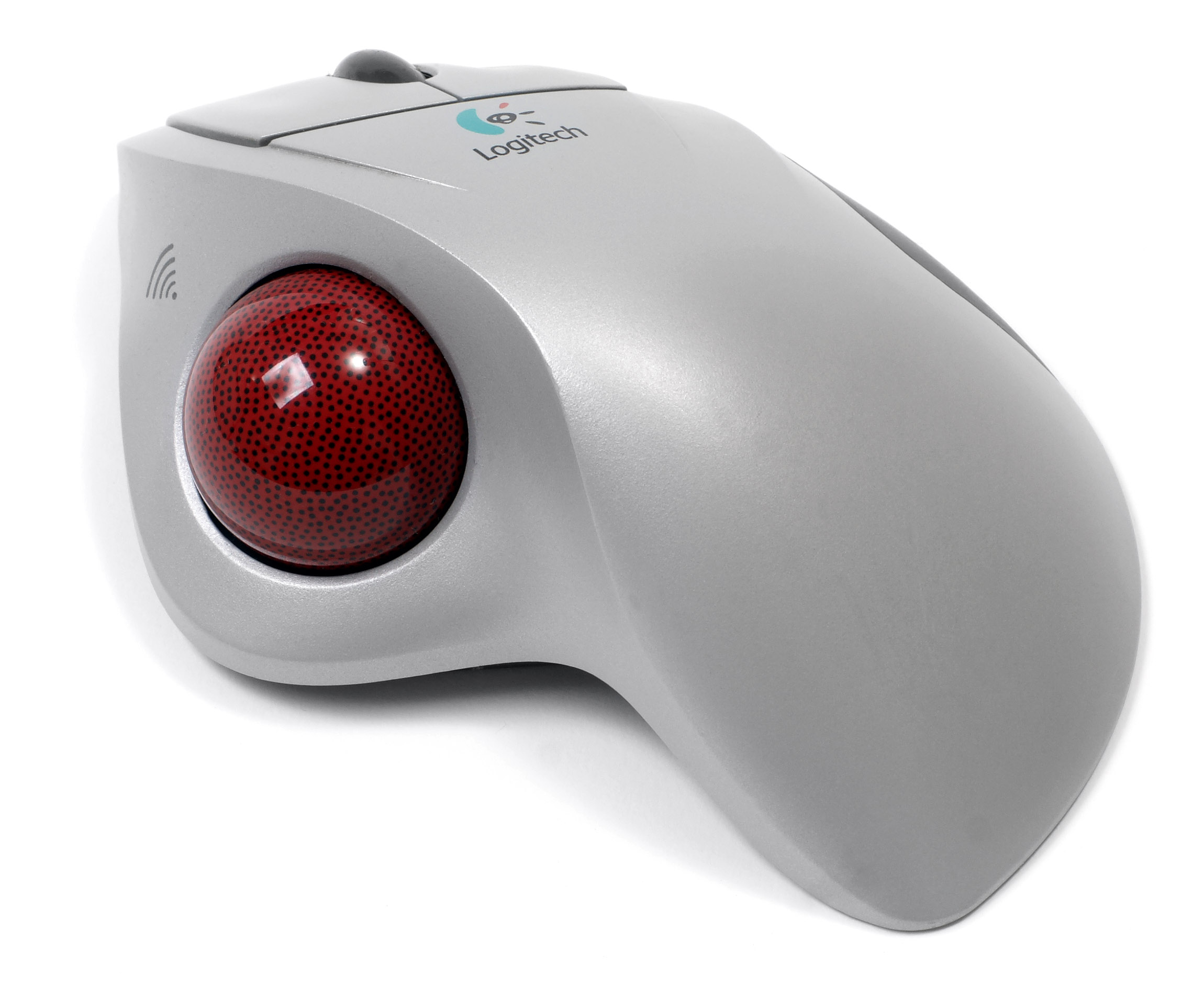
Trackball
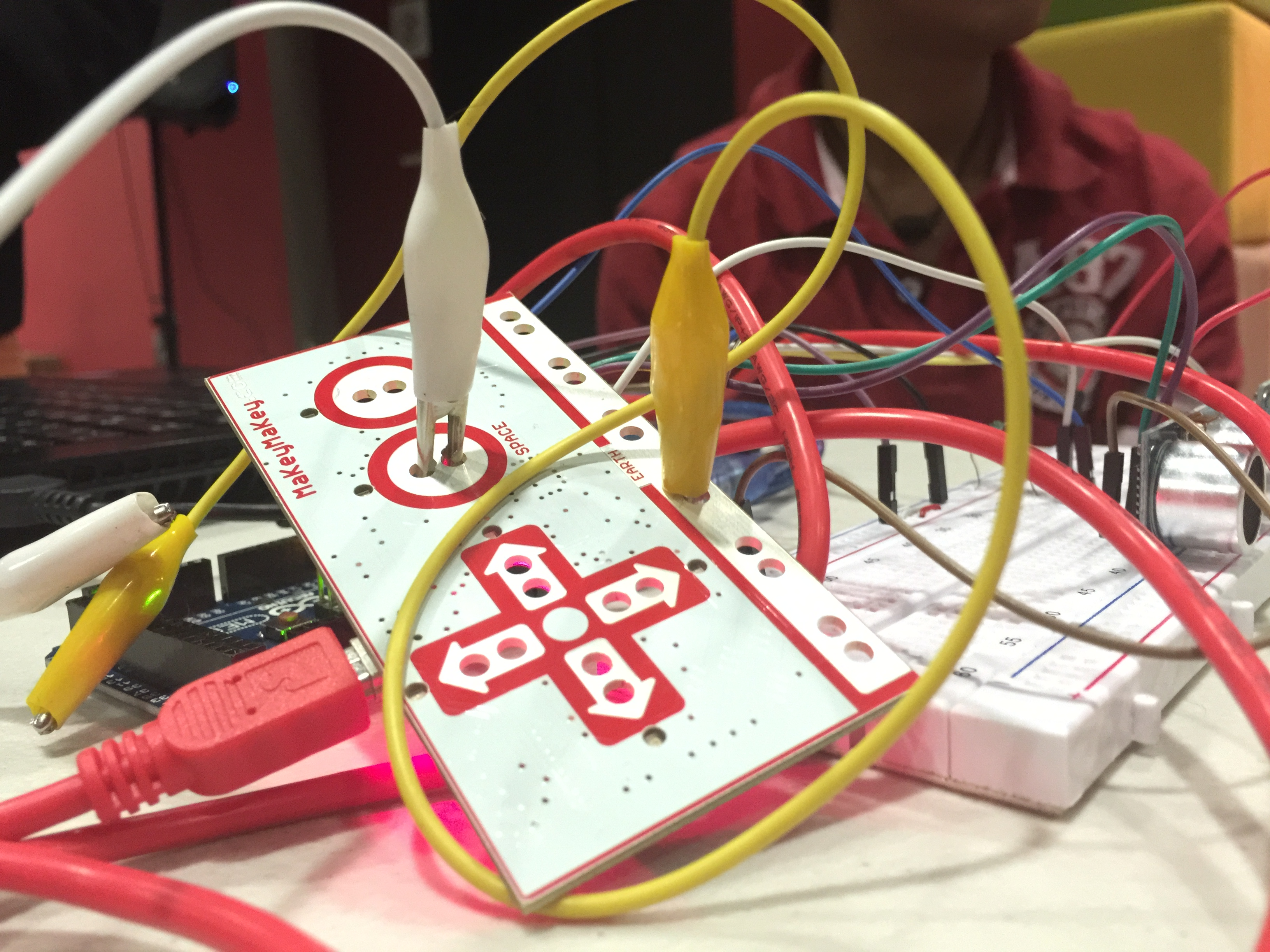
Makey Makey, ein USB-Eingabegerät: Wird einer der sechs anschließbaren selbstgebauten Stromkreise geschlossen, gilt das als Tastendruck.
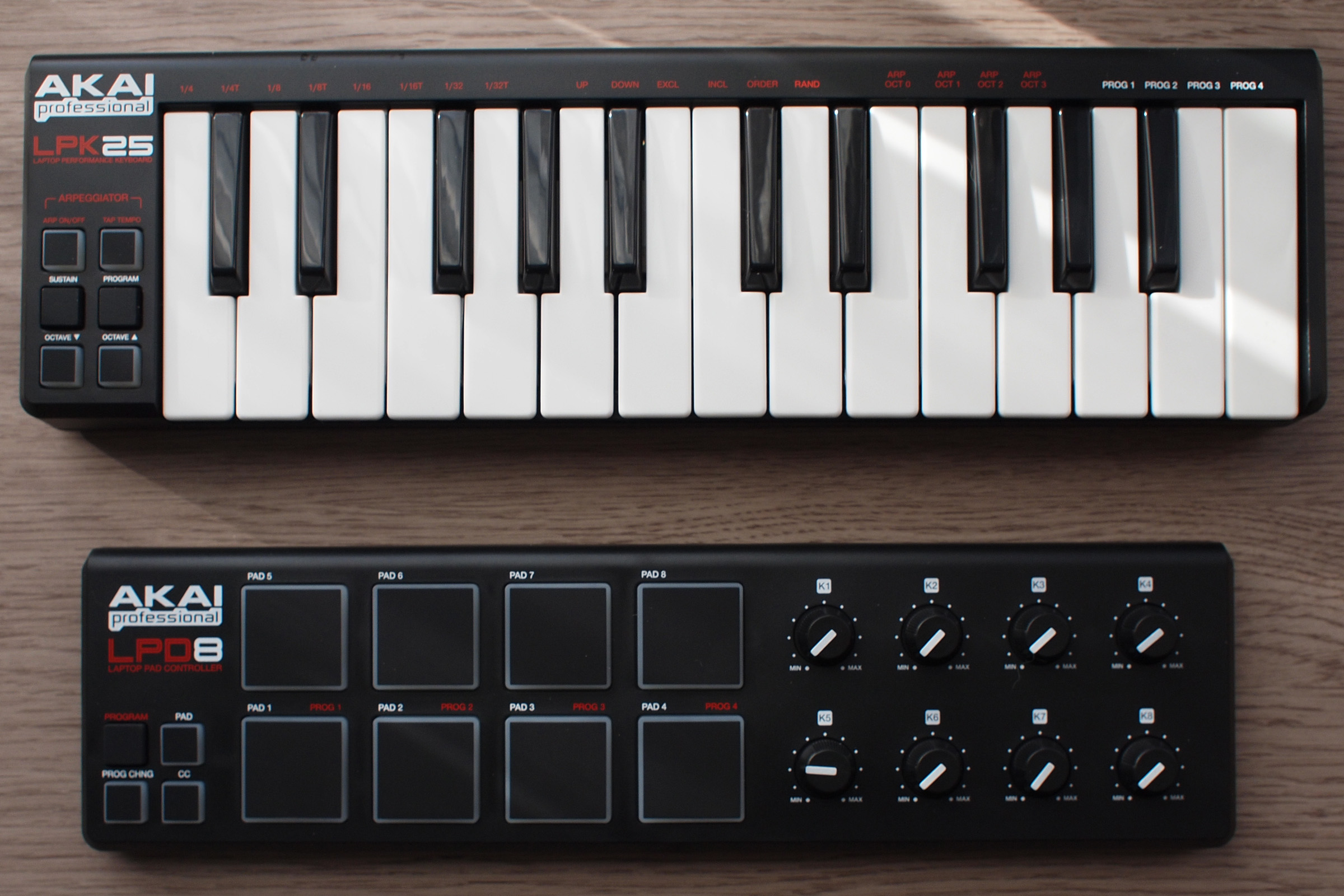
MIDI-Controller für die Nutzung am PC
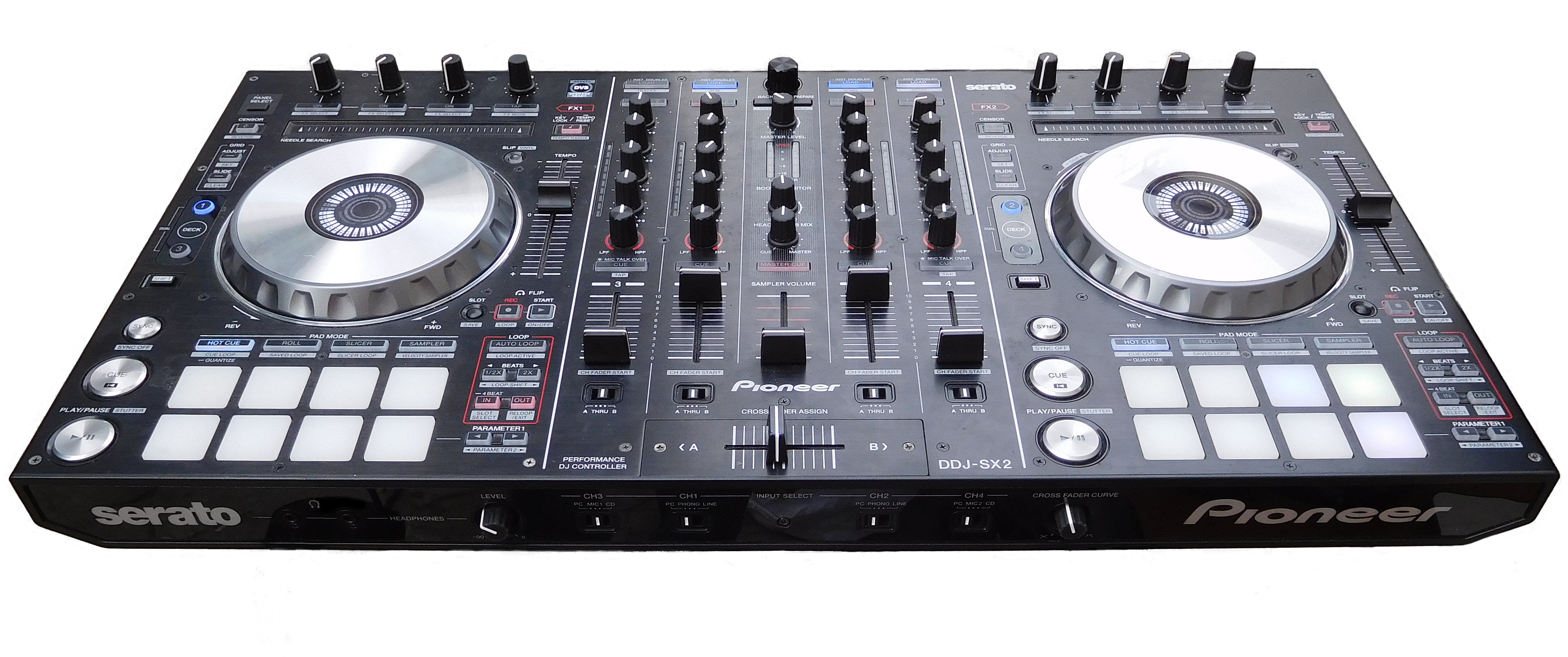
DJ-Controller, bei denen es sich teils um eine Form von MIDI-Controller handelt